# Nematoctonus campylosporus
Nematoctonus campylosporus är en svampart som beskrevs av Drechsler 1954. Nematoctonus campylosporus ingår i släktet Nematoctonus och familjen musslingar.   Inga underarter finns listade i Catalogue of Life.